# خماسي أكسيد ثنائي البروم
خماسي أكسيد ثنائي البروم هو مركب كيميائي صيغته Br2O5 ويوجد على شكل صلب عديم اللون؛ وهو مركب غير مستقر إلا عند درجات الحرارة المنخفضة.

## التحضير
يمكن أن يحضر المركب من أثر الأوزون على محلول للبروم في البروبيونتريل عند درجات حرارة منخفضة.

## الخواص
لا يوجد المركب على شكل مستقر عند درجات الحرارة القياسية، إنما فقط على شكل صلب بلوري عديم اللون عند درجات حرارة منخفضة دون −20 °س، إذ أنه يتفكك فوقها.
للمركب بنية على النمط O2Br−O−BrO2، وتبلغ قيمة زاوية الرابطة Br−O−Br مقدار 121.2°؛ وتكون كل زمرة BrO3 ذات بنية هرمية مرتبطة بذروتها مع ذرة البروم.